# دافيدي فولتان
دافيدي فولتان (بالإيطالية: Davide Voltan)‏ (15 أبريل 1995 بإيطاليا - ) هو لاعب كرة قدم إيطالي في مركز الهجوم. لعب مع نادي بادوفا ونادي كروتوني.

## روابط خارجية
- دافيدي فولتان على موقع قاعدة بيانات كرة القدم.إي يو (الإنجليزية)
- دافيدي فولتان على موقع Soccerway.com (الإنجليزية)